# 盾齒奈氏鱈
盾齒奈氏鱈，為輻鰭魚綱鱈形目鼠尾鱈科的其中一種，分布於中西太平洋Chesterfield及Bellona深海高原海域，屬深海底棲性魚類，深度可達720公尺，體長可達20公分，棲息在底層水域，生活習性不明。